# Mor Stein

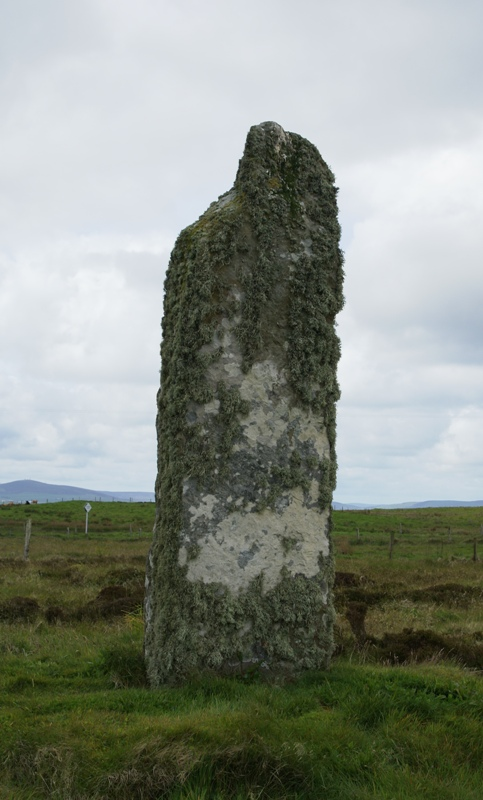
Mor Stein

Mor Stein is een menhir uit het neolithicum, staande op het zuidoostelijk deel van Shapinsay, een van de Schotse Orkney-eilanden.

## Beschrijving
Mor Stein staat vlak bij het hoogste punt van het zuidoostelijke deel van Shapinsay. Mor Stein is een staande steen van 2,9 meter hoog. Het is mogelijk dat deze steen hoger is geweest, aangezien de steen omvergegooid werd aan het begin van de 20e eeuw, waarbij de steen schade opliep aan de bovenzijde. In 1796 werd de steen beschreven als hebbende een hoogte van 3,66 meter. De steen werd heropgericht op de originele locatie.
De steen is oost-west georiënteerd. Mor Stein is 95 centimeter breed en gemiddeld 45 centimeter dik.

## Folklore
Van Mor Stein wordt gezegd dat een reus deze steen vanaf Mainland achter zijn wegvluchtende vrouw aan wierp. De steen kwam terecht in de grond van Shapinsay, waar deze nu nog steeds staat.